# Primo periodo di vacanza dello statolderato

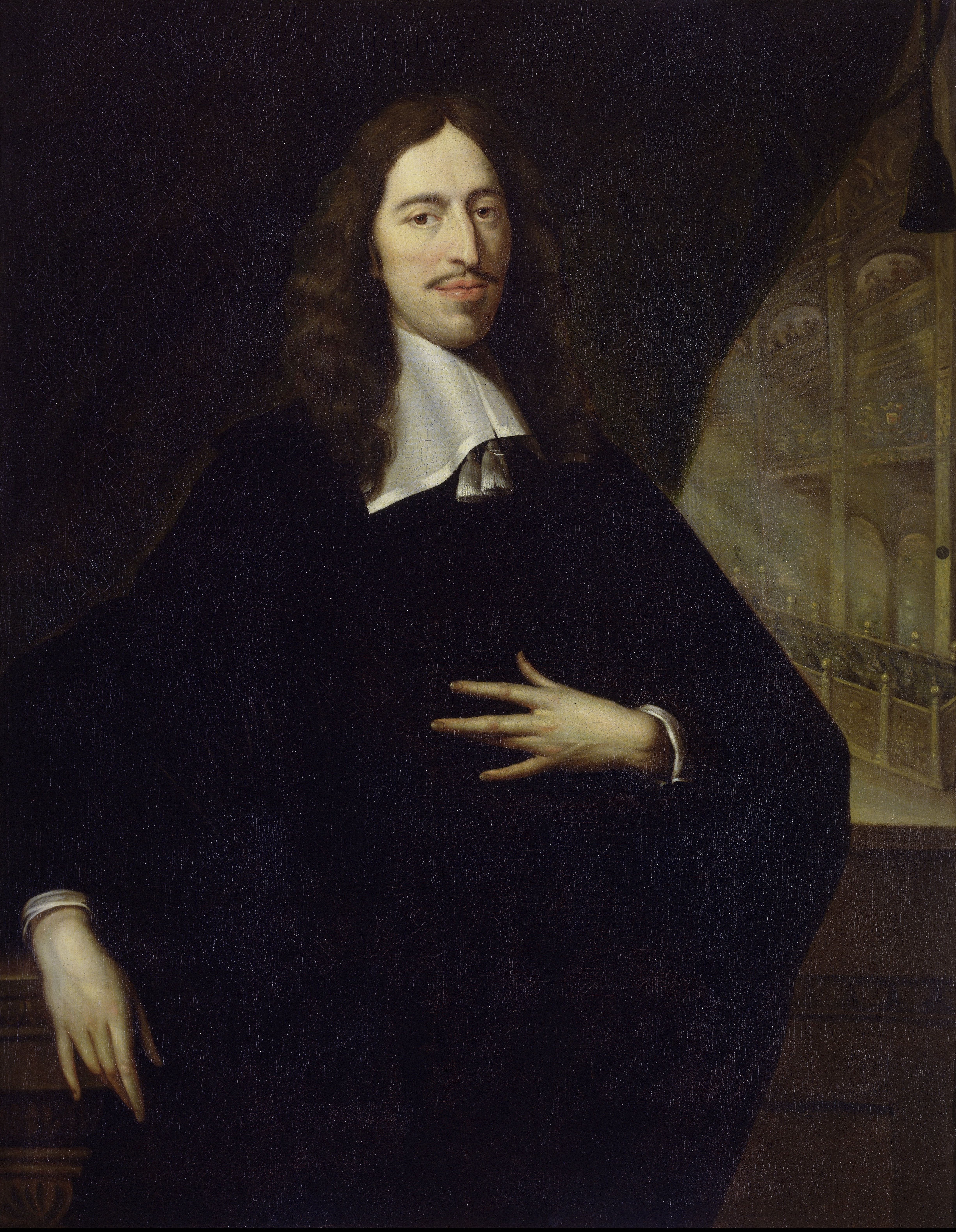
Ritratto di Johan de Witt, Gran Pensionario d'Olanda (dipinto di Jan Asselyn, 1652 circa)

Il primo periodo di vacanza dello statolderato (in olandese Eerste Stadhouderloze Tijdperk) è il periodo nella storia della Repubblica delle Sette Province Unite tra il 1650 e il 1672, nel quale l'ufficio dello Statolder è mancato in cinque delle sette province della repubblica. Non furono coinvolte le province di Frisia, Groninga e il paese di Drenthe, che mantennero il loro stadtolder proveniente dal ramo cadetto della Casa d'Orange-Nassau. Il periodo coincise con il periodo in cui la Repubblica raggiunse il suo apice economico, militare e politico conosciuto come Secolo d'oro.

## Storia
Nel 1650, Guglielmo II d'Orange, statolder di tutte le province esclusa la Frisia, venne coinvolto in una querelle con il reggente di Amsterdam, Cornelis de Graeff e Andries Bicker, suo predecessore, sul tema della riduzione delle truppe. Guglielmo si oppose e per evitare questo, imprigionò otto membri della nobiltà olandese nel Castello di Loevestein. Inoltre egli inviò il cugino Guglielmo Federico di Nassau-Dietz con un'armata di 10.000 uomini a prendere possesso di Amsterdam con la forza, ma l'intento fallì. Guglielmo morì poco dopo di morbillo.
Nella provincia di Groninga e nel paese di Drenthe lo statolderato fu assunto dallo statolder di Frisia, Guglielmo Federico di Nassau-Dietz mentre cinque province rimasero senza statolder. Sotto la pressione dei reggenti, soprattutto d'Olanda ma anche di Zelanda, l'assemblea varò delle riforme che portarono di fatto alla non necessità di uno statolder.
Nel 1651, a seguito del rifiuto da parte delle Province Unite di divenire di fatto uno stato del Commonwealth Britannico, Cromwell fece approvare dal parlamento un atto di navigazione che obbligava a trasportare le merci verso i porti del suo territorio esclusivamente con navi battenti bandiera inglese o dei paesi dai quali provenivano le merci. Ciò di fatto escludeva dai traffici marittimi la flotta mercantile olandese che rappresentava la maggior fonte economica della nazione. A seguito di questo atto scaturì la prima guerra anglo-olandese.

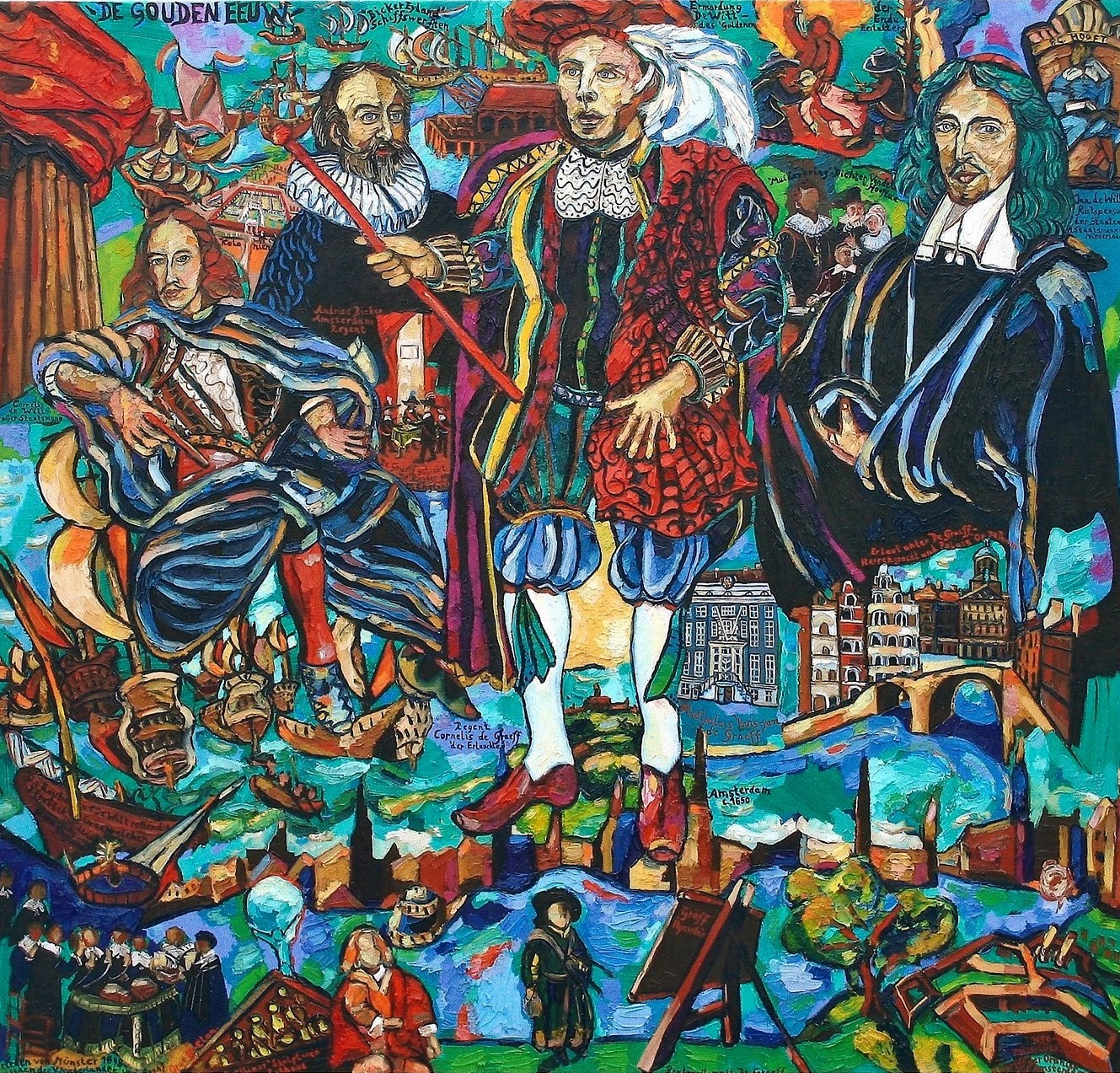
Dipinto storico "De Gouden eeuw" sulla famiglia De Graeff nel Secolo d'oro olandese. I protagonisti vengono mostrati intorno a Cornelis de Graeff (centrale) e ai suoi parenti Johan de Witt (giusto), Cornelis de Witt (sinistra) e Andries Bicker (secondo da sinistra), nonché ad alcuni eventi importanti di quel tempo. (dipinto di Matthias Laurenz Gräff, 2007)

Nel 1653, Cornelis de Graeff, reggente di Amsterdam, nonché capo della potente Compagnia olandese delle Indie orientali, fece nominare suo nipote, Johan de Witt, pensionario del consiglio d'Olanda. In mancanza di statolder nella maggior parte delle province, questi assunse sempre più potere fino a diventare l'effettivo capo del governo. Infatti, controllando la Contea d'Olanda, la più potente delle province, divenne ben presto la più importante figura politica dell'intera repubblica, posizione che gli fece ottenere la ben più prestigiosa carica di Gran Pensionario, titolo che conserverà fino alla morte.
Nel 1654 la carica di statolder fu abolita dagli Stati generali attraverso l'Akte van Seclusie, modificando l'assetto costituzionale della Repubblica ed escludendo, di fatto, la casata d’Orange dallo statolderato. Nonostante questo disattendesse quanto previsto dall’Unione di Utrecht attraverso la quale la carica era esplicitamente prevista, e nonostante le proteste dei delegati zelandesi, de Witt fu irremovibile affermando che l'absoluta summa potestas apparteneva, in base all'Unione di Utrecht, esclusivamente alle singole province. Aggiungendo anche che una carica militare e, di fatto ereditaria, come quella dello statolder fosse incompatibile con i principi della Repubblica.
La Repubblica, nonostante due importanti guerre contro l'Inghilterra, la prima e la seconda guerra anglo-olandese, e altre guerre minori con altre potenze europee, soprattutto grazie allo sviluppo del commercio marittimo, aveva raggiunto un periodo di notevole prosperità. Grazie alle amichevoli relazioni con la Francia, la cessazione delle ostilità con la Spagna, e la relativa debolezza di altre potenze europee, la repubblica fu capace di giocare un ruolo primario nel contesto europeo. Una guerra col Portogallo dette la possibilità alla Compagnia olandese delle Indie orientali di impossessarsi di ciò che rimaneva dell'impero coloniale portoghese a Ceylon e nell'India meridionale. Dopo la fine della guerra degli ottant'anni contro la Spagna, terminata nel 1648, e la fine dell'embargo spagnolo sui commerci con la Repubblica che fino ad allora avevano favorito l'Inghilterra, ebbero una decisa espansione, nella Penisola iberica, nel Mediterraneo e in particolare nel Levante, così come nel Baltico. L'industria olandese, specialmente quella tessile, non fu condizionata dal protezionismo, riuscendo così a trainare tutti gli altri settori.
Politicamente, gli Staatsgezinde, la fazione repubblicana dei reggenti Cornelis de Graeff e Andries Bicker, governavano indiscussamente, giustificando il repubblicanesimo come vera libertà in contrasto all'assolutismo monarchico che regnava in Europa all'epoca, prefigurando i principi ispiratori della rivoluzione francese e della guerra d'indipendenza americana e le relative costituzioni nate nel XVIII secolo. Per contro, esisteva un'opposizione monarchica che richiedeva la restaurazione dello statolderato, rimettendo in mano al giovane Principe d'Orange il mandato. Le modifiche costituzionali introdotte dai repubblicani furono vanificate con la crisi del 1672, il Rampjaar (anno del disastro), che portò alla caduta del regime di de Witt e il ritorno degli Orange al potere.